# 謝麗岩
謝麗岩（英語：Chijire Rocks），是南極洲的岩石，位於毛德皇后地的奧拉夫王子海岸，處於謝麗冰川終點以西，根據日本探險隊的測量和拍攝的空中照片繪入地圖，現時由南極條約體系管理。